# Quickstep

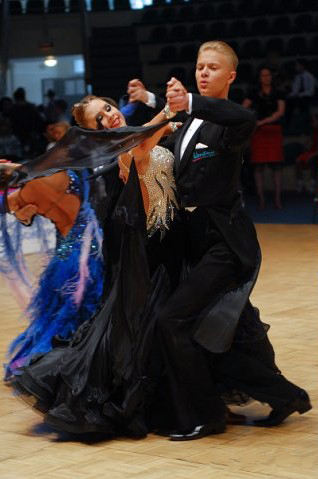
Quickstep

Quickstep to taniec towarzyski należący do grupy tańców standardowych. Powstał w latach 20 XX wieku w Stanach Zjednoczonych. Po raz pierwszy w Europie pojawił się w Anglii w pierwszej połowie XX stulecia, będąc poniekąd szybką odmianą fokstrota. Podobnie jak fokstrot charakteryzuje się metrum parzystym (4/4). Przy tempie 48-50 taktów/min quickstep jest najszybszym tańcem standardowym (od 2 do 8 kroków w takcie, średnio 4). Jak każdy z tańców standardowych jest tańczony w trzymaniu zamkniętym (nie dotyczy tzw. stylu latynoamerykańskiego).
Quickstep należy do grupy tańców swingowych, jednak ze względu na szybkie tempo akcja swingowa jest mniej wyraźna niż w fokstrocie. (Akcja swingowa to przyspieszenia i zwolnienia ruchu podobne do wykonywanych przez huśtawkę, czyli swing po angielsku, będącej odpowiednio na dole i na górze). 
Charakterystyczną cechą quickstepa są podskoki, sprawiające wrażenie, jakby tańcząca para poruszała się ponad powierzchnią parkietu, oraz kicki (czyli wykopy nogami w powietrze). Choć w zasadzie nie wykonuje się podskoków, szybkie tempo tańca sprawia, że przy krokach tańczonych w tempie 8/takt (czyli rozliczanych jako quick-and-quick) tancerze samoistnie wznoszą się w powietrze. Charakterystyczne figury quickstepa to np. Progressive Chasse (wrażenie unoszenia się nad parkietem), Woodpecker (z kickami) oraz Rocket (oba efekty naraz).
Na turniejach tańczy się go jako czwarty taniec standardowy, zaraz po walcu wiedeńskim w klasach tanecznych E oraz D. W klasach wyższych tańczony jest jako piąty taniec standardowy, zaraz po fokstrocie.